# Weltausstellung Paris 1900
Die Weltausstellung Paris 1900 (fr: Exposition universelle de 1900) war die fünfte Pariser Weltausstellung. Sie fand vom 15. April 1900 bis zum 12. November 1900 statt und zählte über 48 Millionen Besucher. Sie gehört damit zu den erfolgreichsten Ausstellungen ihrer Art.
Im Rahmen der Weltausstellung fanden auch die Olympischen Spiele statt, die sich über einen Zeitraum von Mai bis Oktober 1900 erstreckten und wenig Beachtung fanden.

## Geschichte

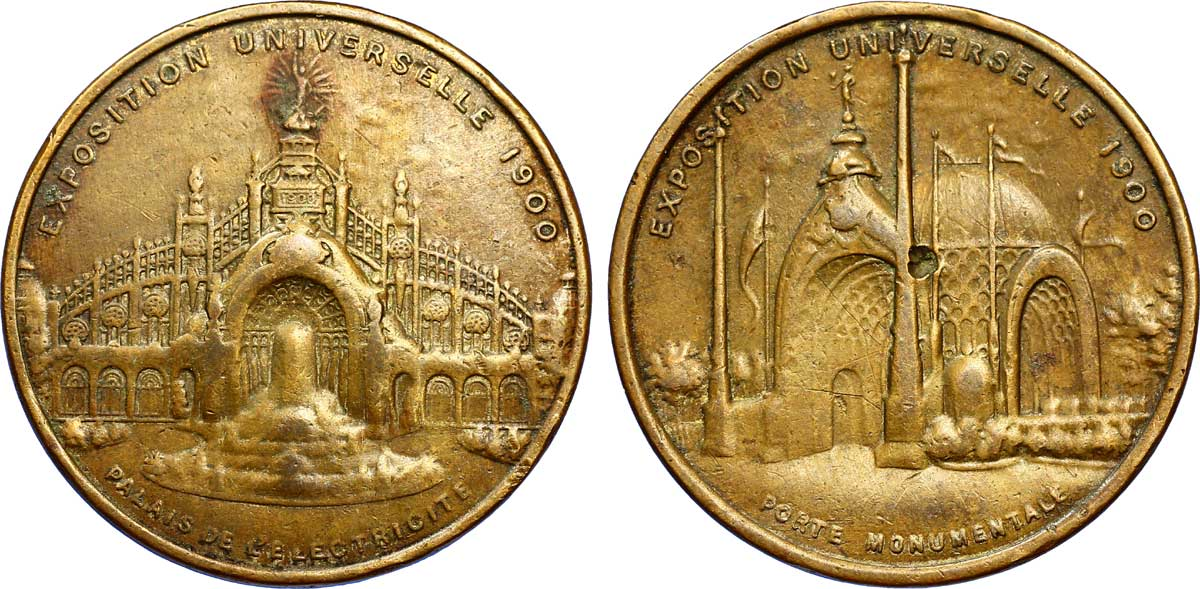
Medaille zur Weltausstellung Paris 1900

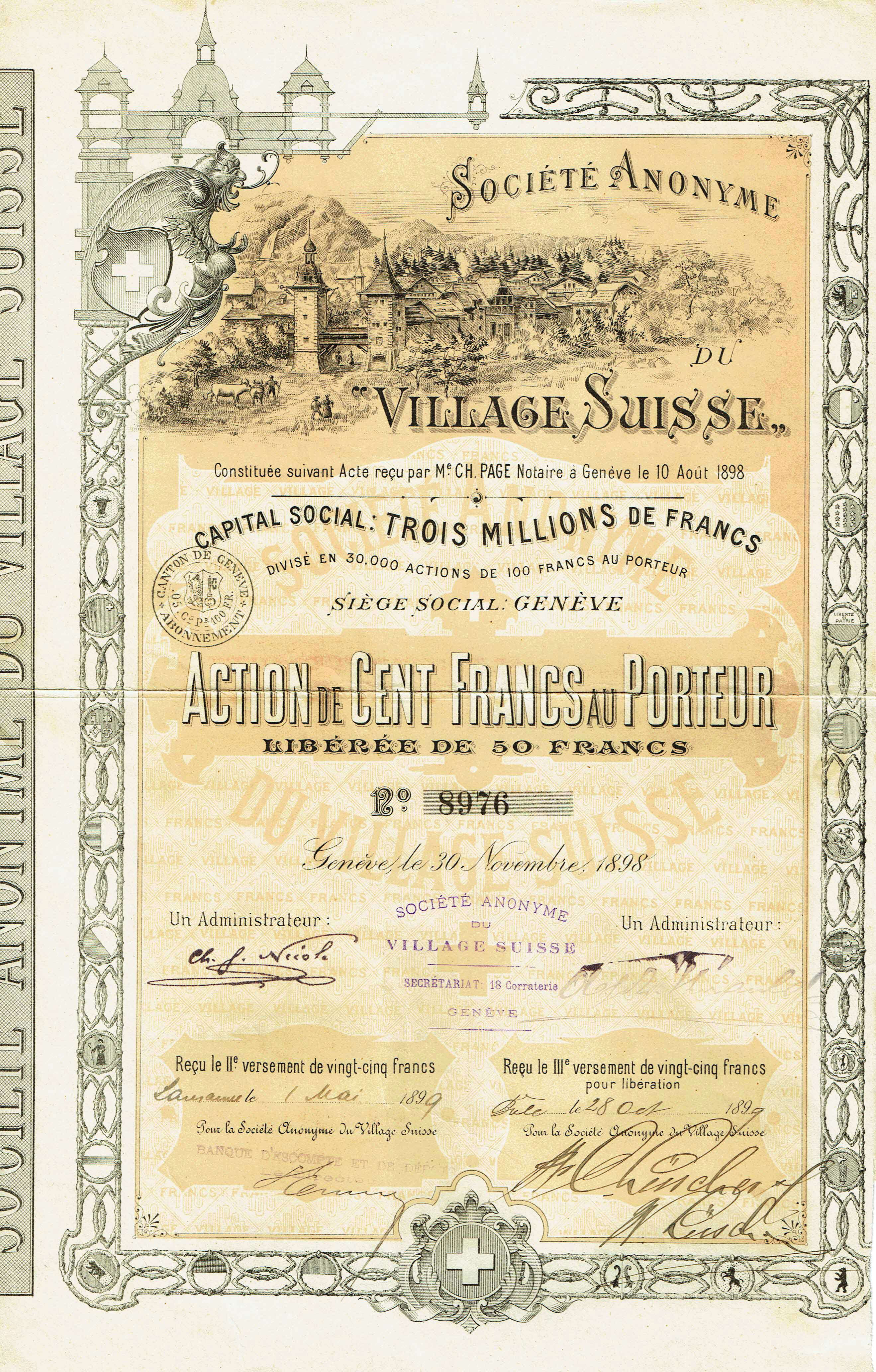
Aktie über 100 Franken der S.A. du Village Suisse vom 30. November 1898

Bereits am 13. Juli 1892 verkündete ein Staatsdekret die Eröffnung dieser Ausstellung. Welchen Wert man ihr beilegte und welche Hoffnungen in sie gesetzt wurde, ist einem „Repport“ des damaligen Handelsministers von Frankreich, Jules Roche, zu entnehmen, den er über die Idee der Ausstellung 1900 in der Abgeordnetenkammer erstattete. In diesem hieß es unter anderem: „Sie soll den Schluss bilden eines fruchtbaren Jahrhunderts und zeigen, was Kunst und Wissenschaft und menschliche Arbeit zu schaffen vermögen; sie soll aber auch die Schwelle einer neuen Zeit werden, von der die Gelehrten und Philosophen uns Großes prophezeien, und deren Schöpfermacht alle unsere Träume und Erwartungen übersteigen wird.“
Das Ausstellungsgelände, das diesem Zweck bereits 1889 gedient hatte, war durch die Esplanade des Invalides vergrößert worden. Außerdem war für Sport- und Verkehrswesen eine externe Ausstellung im Bois de Vincennes geschaffen worden, wo auch die Lokomotivausstellung mit über vierzig Exponaten zu sehen war. Die insgesamt 216 Hektar Ausstellungsfläche der Weltausstellung von 1900 verteilten sich etwa zur Hälfte auf das Champ de Mars, die Esplanade des Invalides und das angrenzende Seineufer (112 Hektar) einerseits und andererseits den Bois de Vincennes (104 Hektar). Die Schau war damit etwa zehnmal so groß wie die erste Pariser Weltausstellung von 1855.
Auf dem Höhepunkt der Belle Époque lautete das offizielle Ausstellungsmotto: „Bilanz eines Jahrhunderts“. Als bauliches Erbe hat die Ausstellung vor allem das Petit Palais und das Grand Palais hinterlassen.
Zu ihren Attraktionen zählten unter anderem Großprojektionen der Brüder Lumière und die Rue de l’avenir (Straße der Zukunft) – ein hölzerner Fahrsteig (Trottoir roulant oder Plateforme mobile), auf dem die Besucher für 50 Centimes den Rand des Pariser Ausstellungsgeländes umrunden konnten. Ein Riesenrad mit 100 Metern Durchmesser in der Avenue de Suffren bestand bis 1937.
Im Zusammenhang mit der Expo wurde auch die Pariser Infrastruktur modernisiert. So wurde die erste Linie der Metro zwischen Porte Maillot und Porte de Vincennes, auch heute noch die Linie 1, am Nationalfeiertag, dem 14. Juli 1900, eröffnet, und die neuen Bahnhöfe (Gare d’Orsay, Gare des Invalides, Gare de Lyon) verbesserten das Angebot im Fernverkehr. Die neue Brücke, die Pont Alexandre III, Symbol der französisch-russischen Allianz, war bereits am 14. April 1900 eröffnet worden. Am 29. April 1900 stürzte die Brücke zur Himmelskugel während der Weltausstellung ein. Dabei wurden 9 Menschen getötet. Während der Weltausstellung wurde am 16. August 1900 der Weltfeuerwehrverband CTIF als „Großer Internationaler Feuerwehrrat“ in Paris gegründet.
Eine besondere Attraktion war das Village Suisse, die idealisierte Darstellung eines Schweizer Dorfes. Zur dessen Finanzierung wurde 1898 die Gesellschaft Société Anonyme du Village Suisse gegründet. Geldgeber kamen vor allem aus der Tourismusbranche. Teile davon sind heute noch zu sehen. Auch das damals Russland untergeordnete und zunehmend russifizierte Finnland nutzte die Weltausstellung, um auf Initiative des Malers Albert Edelfelt im finnischen Pavillon erstmals die Kunst Finnlands im Ausland als eigenständiges nationales Kunstschaffen zu präsentieren. Zu sehen war Akseli Gallen-Kallelas Gemälde Die Mutter von Lemminkäinen.
Die Weltausstellung war mit den Olympischen Sommerspielen 1900 verbunden, die sich über den gesamten Zeitraum hinzogen. Diese Olympischen Spiele waren wegen der überlangen Dauer kein wirkliches Ereignis. Nur noch 1904 wurden Olympische Spiele, wie ursprünglich von John Astley Cooper und Pierre de Coubertin gefordert, zusammen mit Weltausstellungen durchgeführt.
Der Eintrittspreis betrug grundsätzlich 1 Franc, was 2014 etwa 7 € entspräche. In den frühen Vormittags- (8 bis 10 Uhr) und den Abendstunden (18 bis 22 Uhr) mussten 2 Eintrittskarten gelöst werden.

## Finanzierung

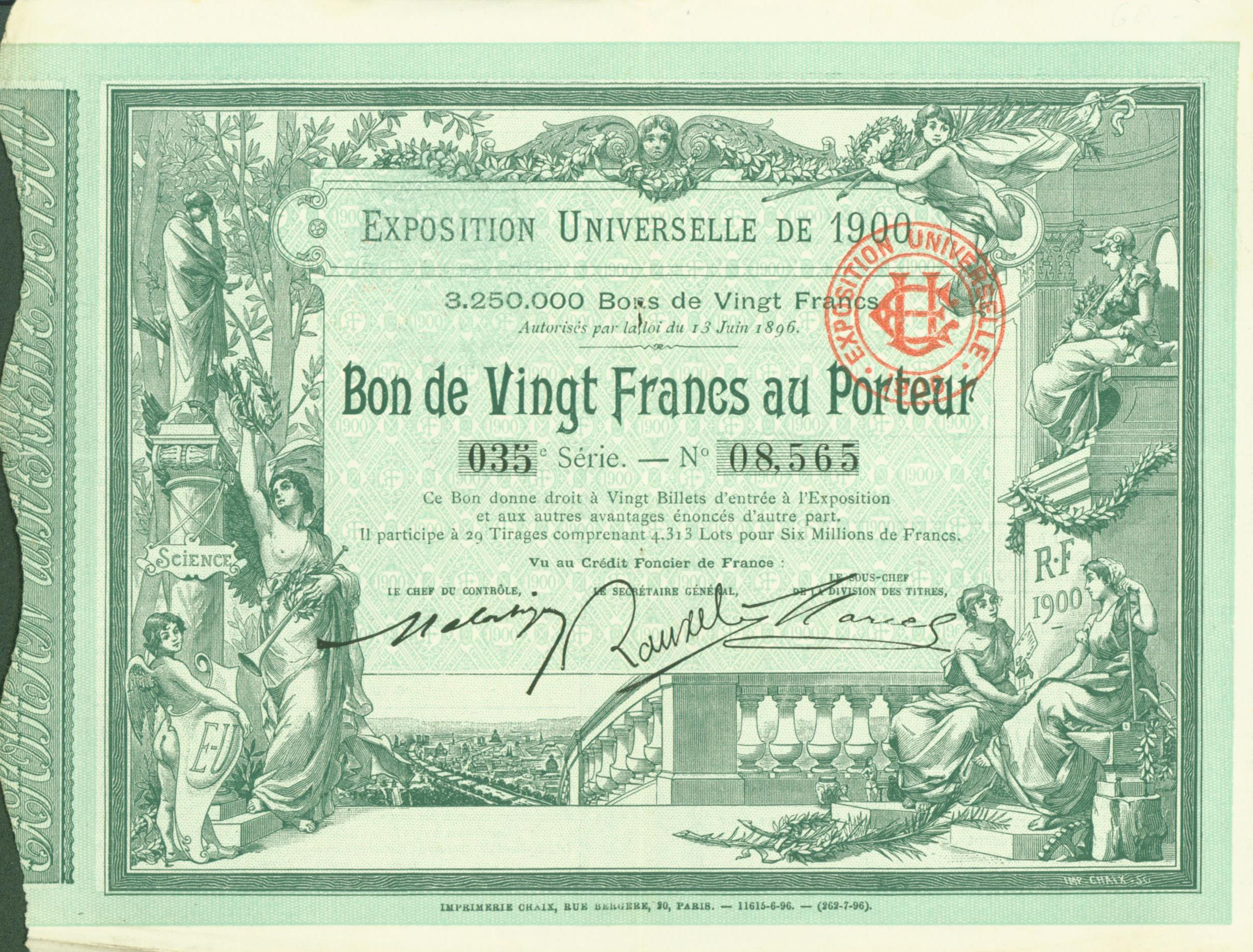
Bon über 20 Franc für die Exposition Universelle de 1900

Zur Deckung der Kosten war folgende Kombination getroffen worden, die am 13. Januar 1896 durch ein Gesetz sanktioniert wurde:
Der Staat bewilligte 20 Mio. Franc; die Stadt Paris verpflichtete sich eine Summe, die ein Fünftel der Gesamtausgaben ausmachte, aber 20 Mio. nicht übersteigen durfte, beizusteuern.
Außerdem wurden fünf große französische Bankinstitute ermächtigt, unter staatlicher Kontrolle die Anzahl von 3.250.000 Bons à 20 Franc auszugeben. Die Gesamtsumme betrug damit 105 Millionen Franc.

## Aussteller

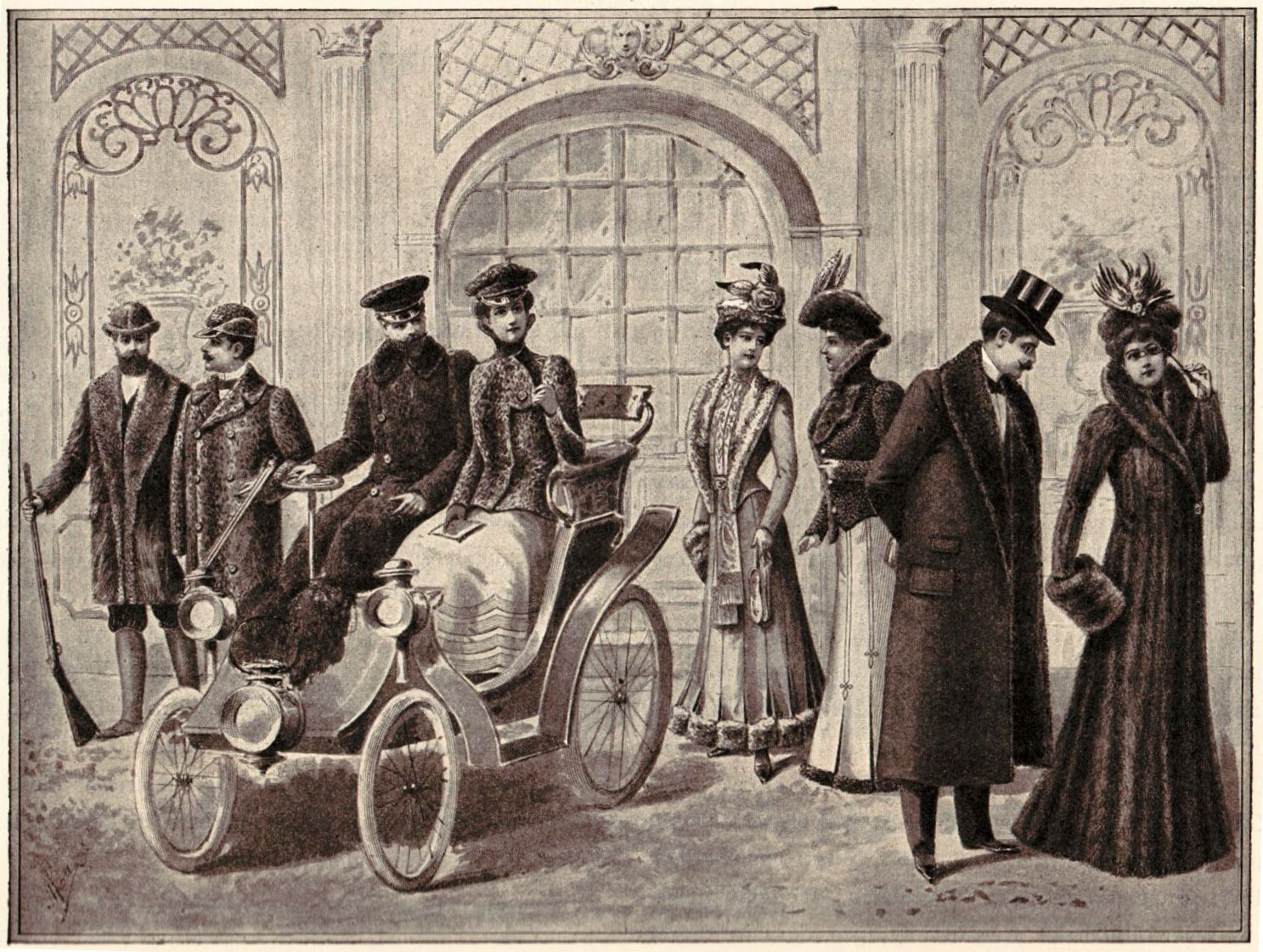
Pelze aus dem Haus Revillon Frères auf der Exposition Universal Paris 1900

Auf der Ausstellung waren 76.112 Aussteller vertreten. Eine Jury verteilte an sie am 29. September 1900 im Industriepalast insgesamt 33.139 Preise, davon 903 große Preise, 5153 goldene, 9060 silberne und 3323 bronzene Medaillen, außerdem 8070 Ehrendiplome.
- Es wurde ein Dieselmotor vorgeführt, der auf Wunsch der französischen Regierung mit Erdnussöl betrieben wurde.
- Für die Pelzbranche bedeutete diese Ausstellung zur Jahrhundertwende einen Wendepunkt. Zum ersten Mal wurde in größerem Umfang mit dem Haar nach außen gearbeitete Pelze vorgestellt, und zwar nicht mehr nur als Kleinteile, wie Kragen, Schals oder Muffen, sondern als Jacken und besondere Neuheit als Pelzmantel. Eine bisher in der Art nicht gekannte Arbeitstechnik der Kürschnerei wurde von der Pariser Firma Revillon Frères zum ersten Mal gezeigt, sie bestimmte künftig das Bild der Pelzmode mit: Die Felle wurden zu schmalen Streifen in Mantellänge ausgelassen und ergaben damit eine völlig neue Optik. Erstmals war eine eigene Pelzmode entstanden, und der Pelz wurde ein allgemeines, auch von Textilhäusern angebotenes Kleidungsstück. Die beiden Tableaus von sieben und acht Figurinen der Firma Revillon hatten die Themen „En plein air - Im Freien“ und „La Corbeille de Mariage - Das Brautgeschenk“.  Die Ausstellungsteile der französischen Kürschner wurden im Palast für Forst- und Jagderzeugnisse gezeigt. Revillon Frères und die ebenfalls Pariser Firma Valencienes errangen den Grand Prix, 18 Pelzunternehmen eine goldene Medaille.[1][9][10]

## Auszeichnungen
- Louis Scherf erhielt die Silbermedaille in der Kategorie Malerei / Porzellanplattenmaler.[11]
- Karl Strobach senior bekam die große goldene Medaille (ad personam) für Zigarettenpapier der Marke Olleschau.
- Der französische Dampfwagenhersteller Gardner-Serpollet erhielt eine goldene Medaille für dessen neue Personenwagen; die Jury befand deren einfache Handhabung, Komfort und Leistungsfähigkeit als den zeitgenössischen Benzinfahrzeugen überlegen.[12]
- Der Sankt Stephans-Saal wurde mit dem Grand Prix ausgezeichnet
- Der Pallenberg-Saal, durch den Berliner Künstler Melchior Lechter im Auftrage des Inhabers der Firma Heinrich Pallenberg, Jakob Pallenberg, gefertigte Saal wurde mit einem Grand Prix als „räumliches Gesamtkunstwerk des Jugendstils“ ausgezeichnet.[13]
- Die Plauener Spitze wurde mit einem Grand Prix ausgezeichnet.
- Im Bereich Technik wurde das Telegraphon des dänischen Erfinders Valdemar Poulsen mit einem Grand Prix ausgezeichnet.
- Eine Goldmedaille erhielt Richard Riemerschmid für die Inneneinrichtung „Zimmer des Kunstfreundes“.[14]
- Rudolf Diesel erhielt den Grand Prix für seinen Dieselmotor.
- W. E. B. Du Bois erhielt eine Goldmedaille für seine Ausstellung zur Soziologie der Afroamerikaner.[15]
- Louis George Carpenter erhielt eine Goldmedaille für seine Arbeit auf dem Gebiet der Bewässerungstechnik.[16]
- Peter Rehder erhielt eine Goldmedaille für seinen Bau des Elbe-Trave-Kanals.[17]
- Eine Silbermedaille erhielt die Stadt Ulm für ihre Arbeitersiedlung Untere Bleiche. Im Sommer 2019 stellte sich heraus, dass der Verbleib dieser Auszeichnung ungeklärt ist.[18]

## Pavillons einzelner Staaten

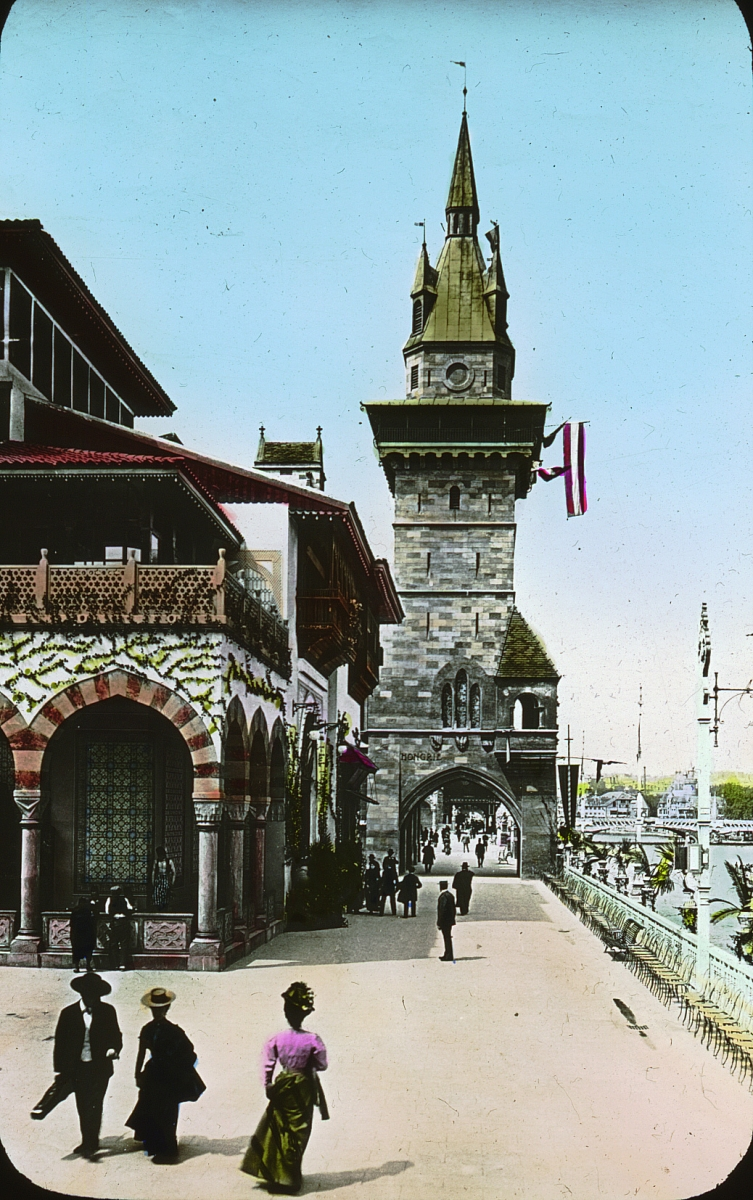
Bosnien und Herzegowina
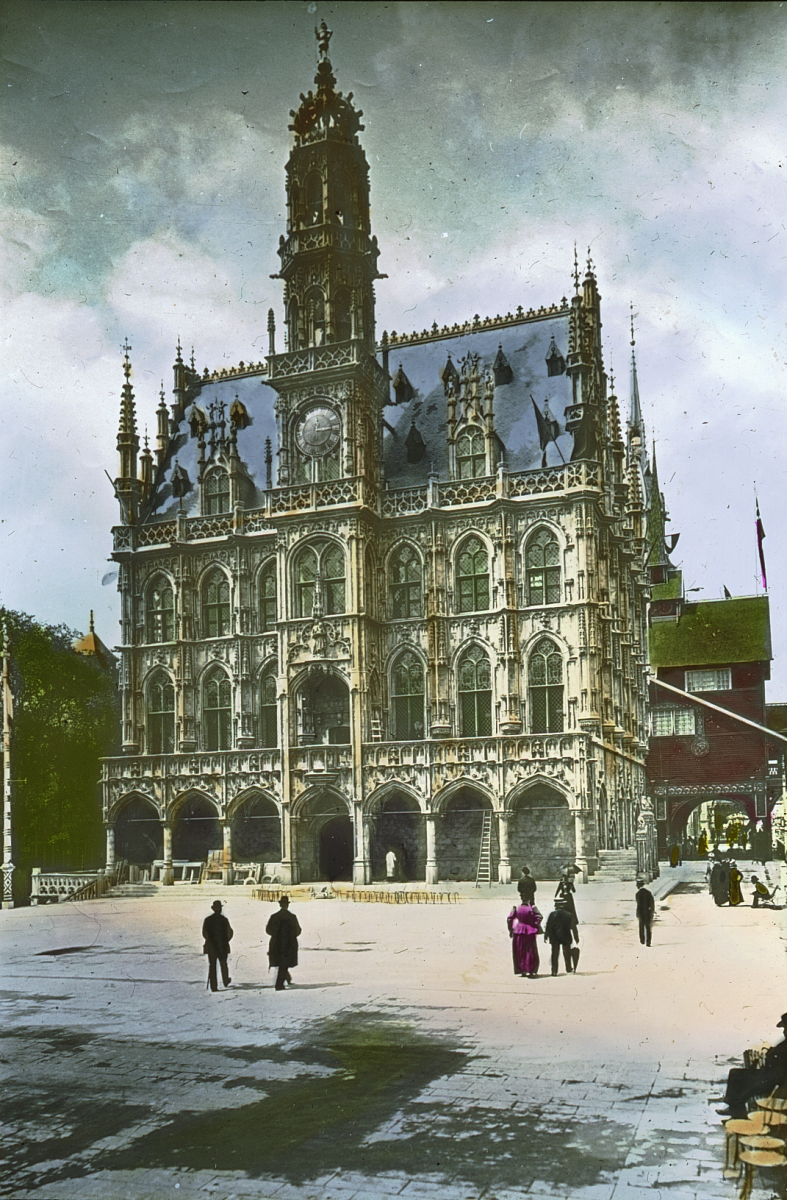
Belgien (Nachbildung des Rathauses von Oudenaarde)
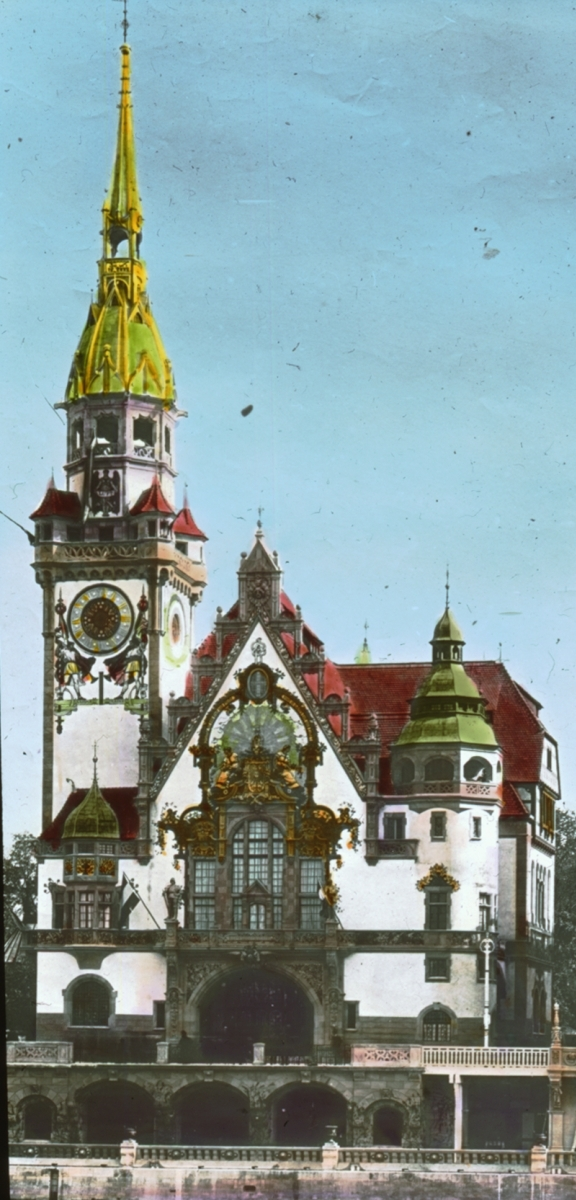
Deutsches Reich (Architekt Johannes Radke)
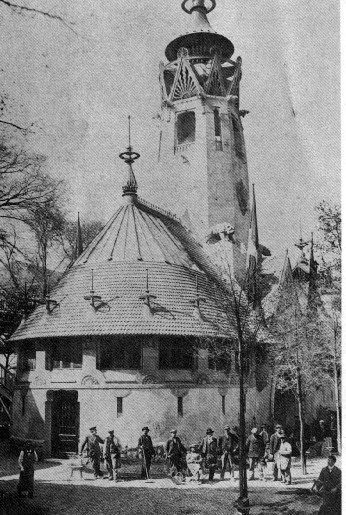
Finnland (Architekt Eliel Saarinen)
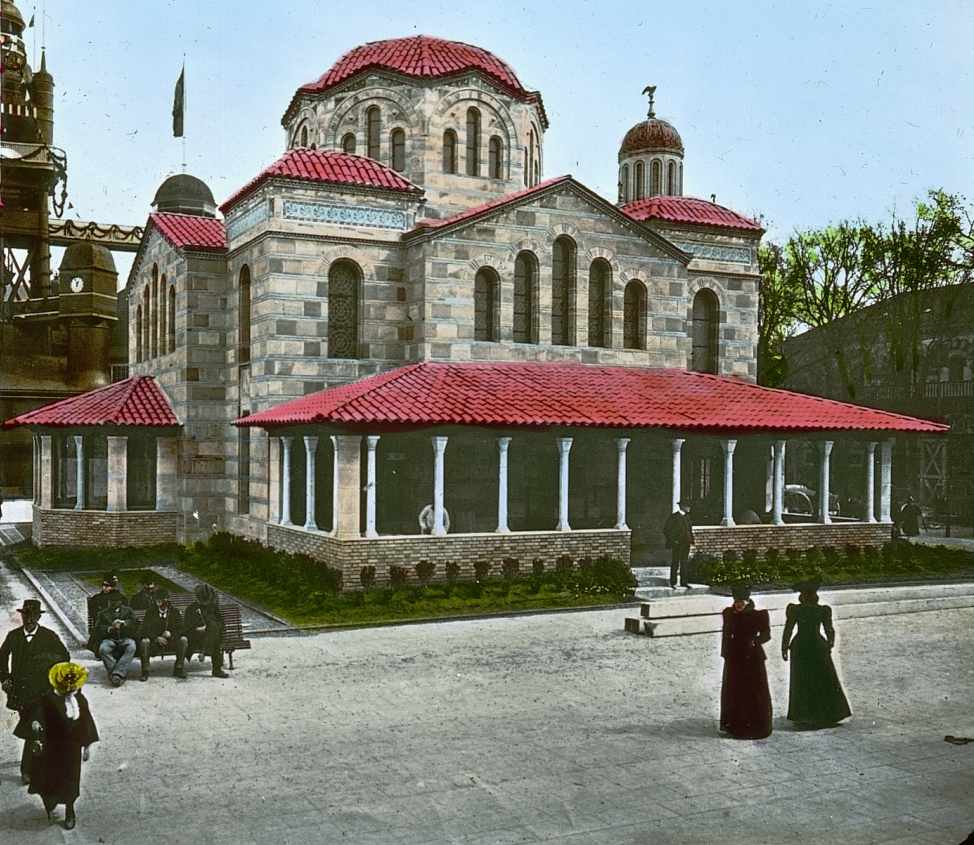
Griechenland
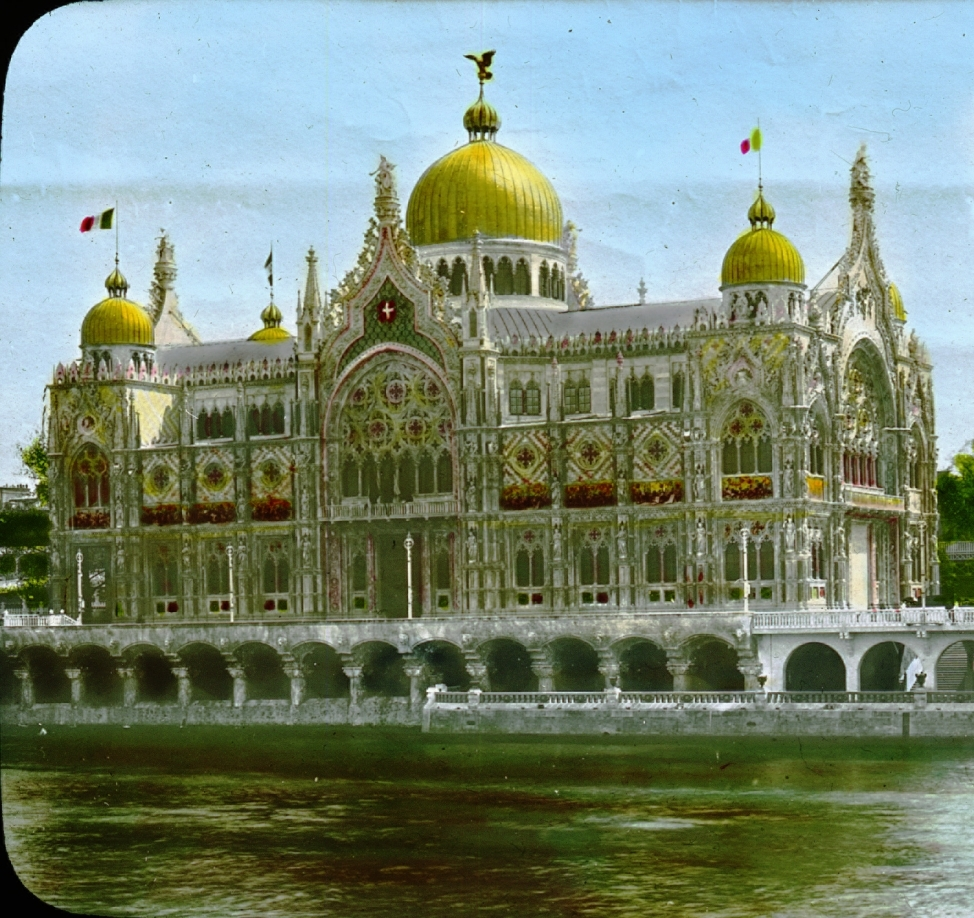
Italien
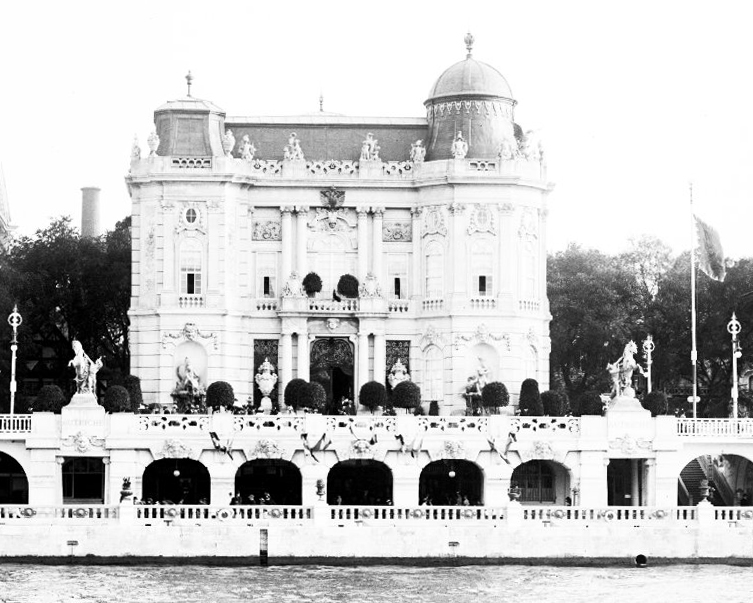
Österreich (Architekt Ludwig Baumann)
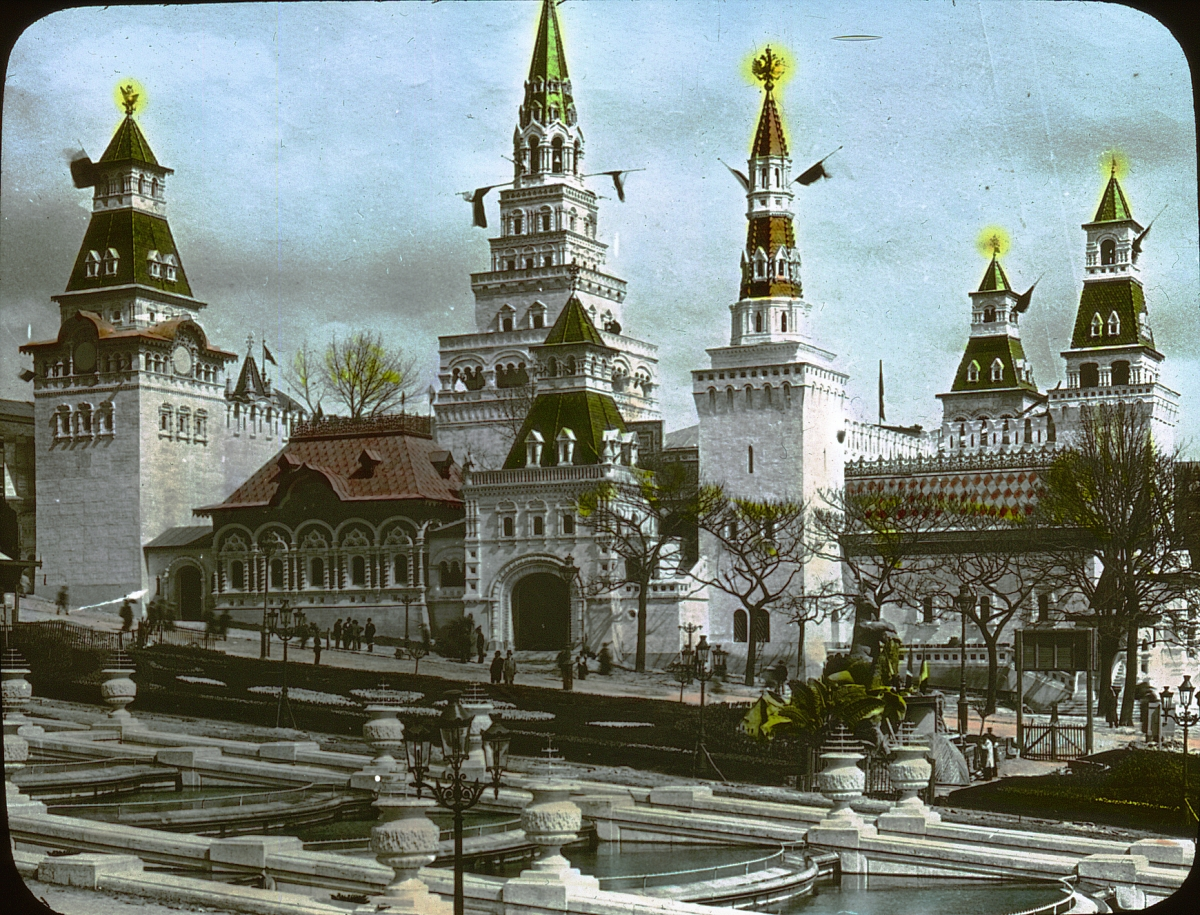
Russland
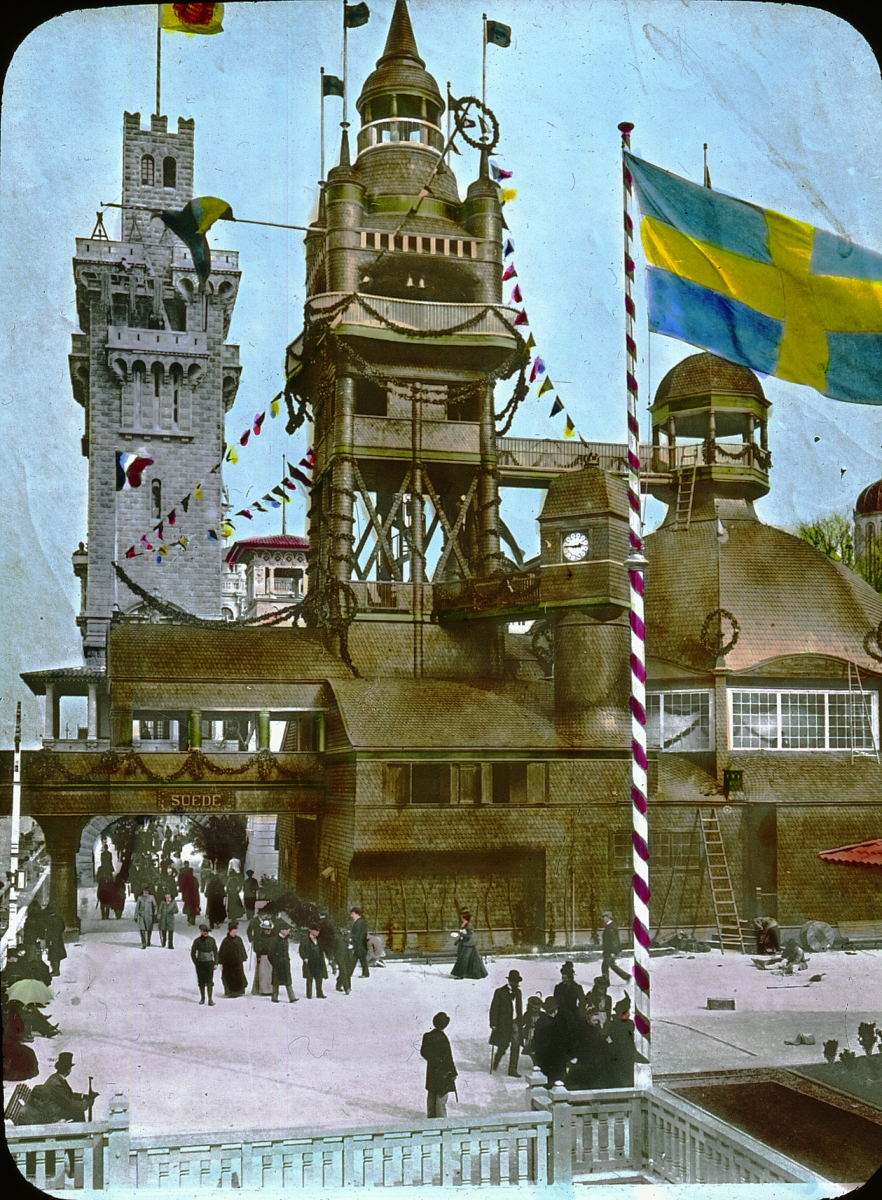
Schweden (Architekt Ferdinand Boberg)
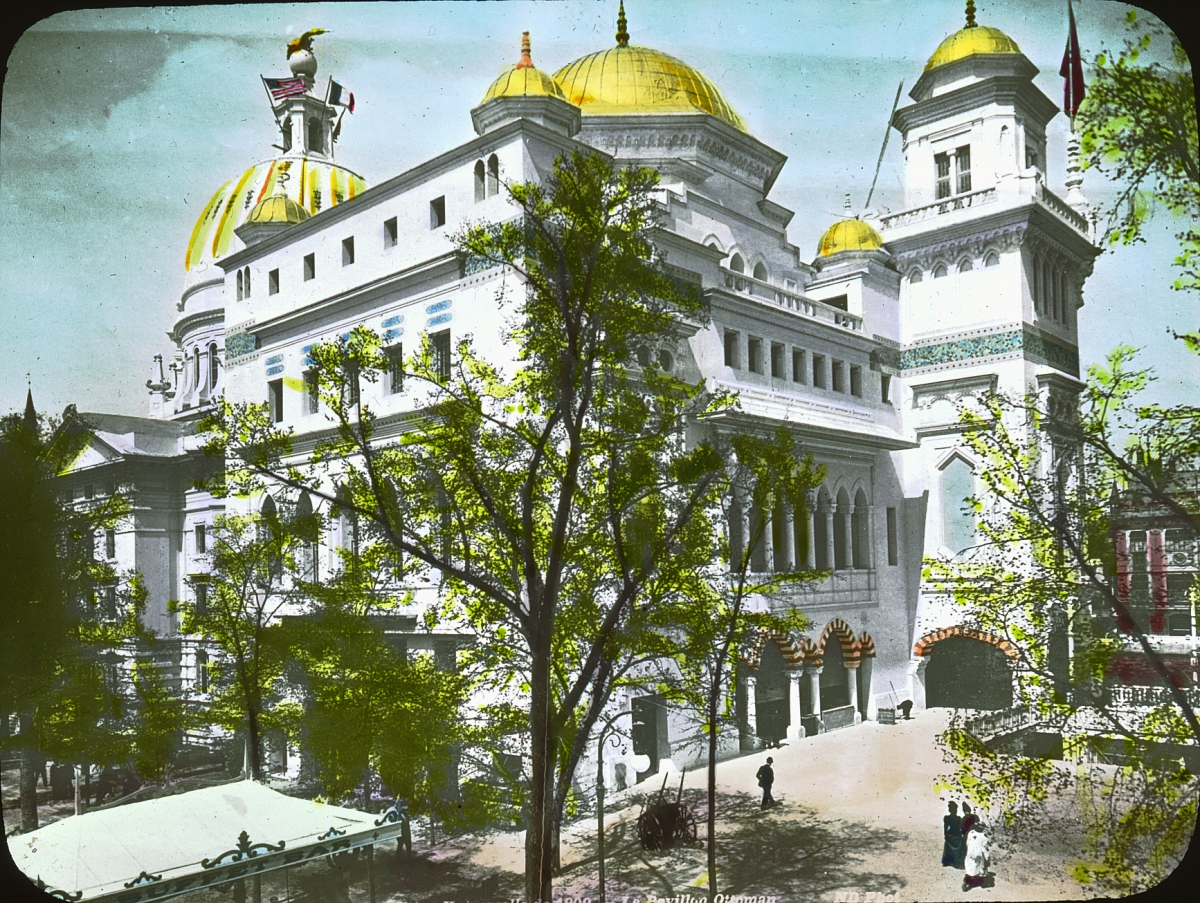
Türkei
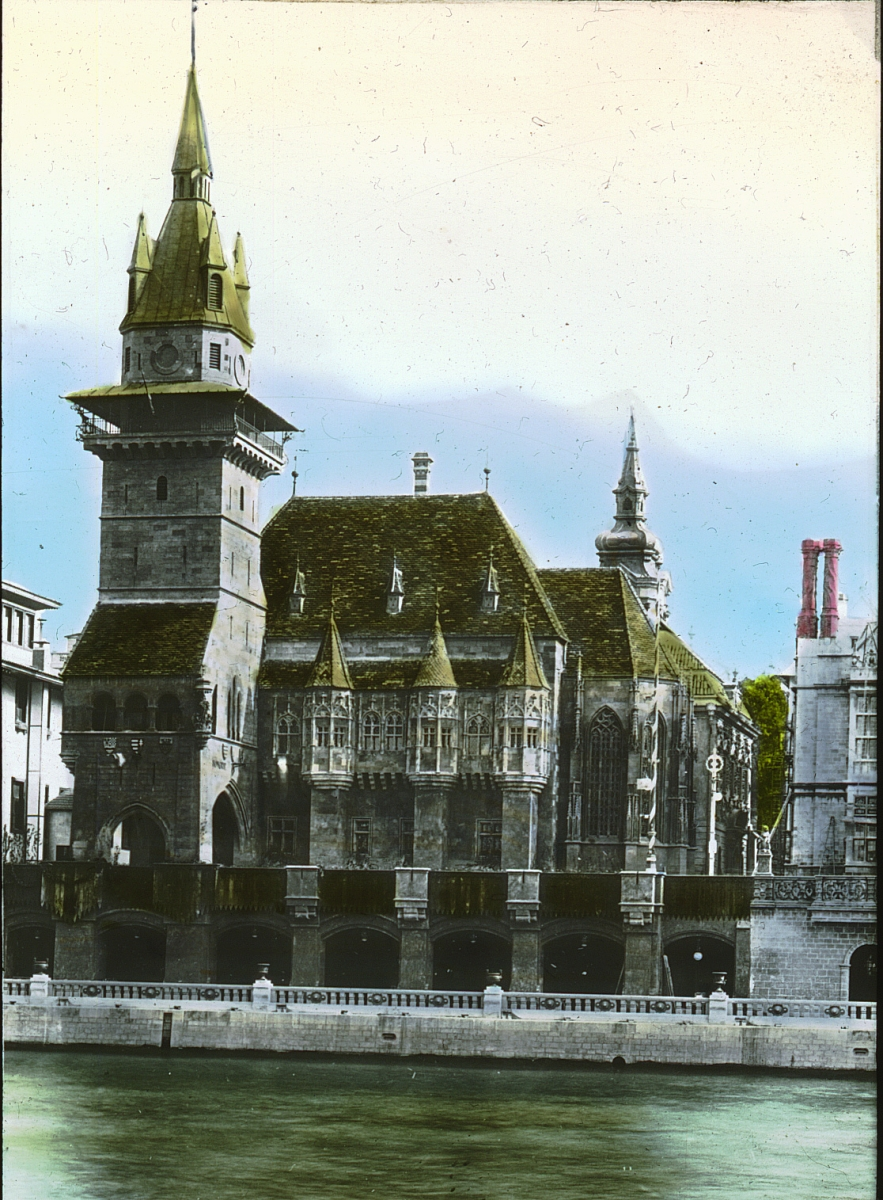
Ungarn
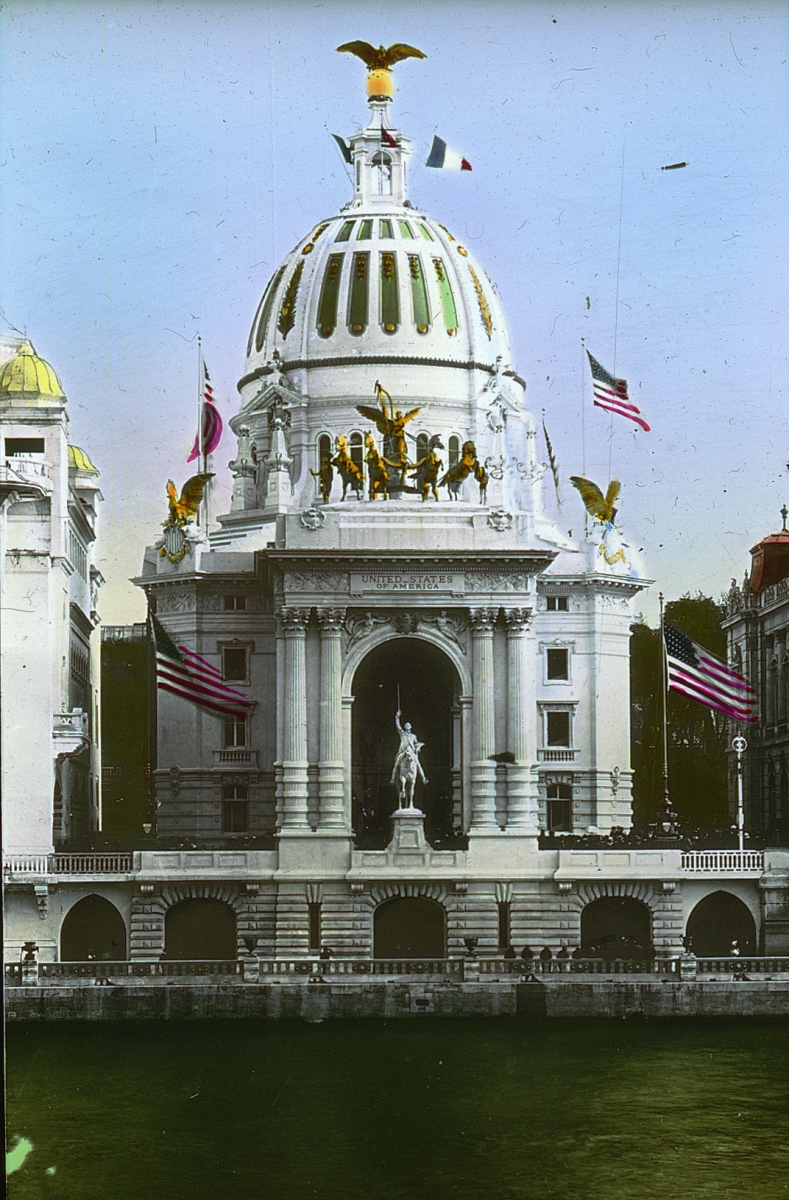
USA